# Teresa Ciepły
Teresa Barbara Ciepły, z domu Wieczorek (ur. 19 października 1937 w Brodni, zm. 8 marca 2006 w Bydgoszczy) – polska lekkoatletka, uprawiała sprint i biegi płotkarskie. Reprezentowała następujące kluby sportowe: ŁKS (1954–1960) i Zawisza Bydgoszcz (1961–1968).

## Kariera
Teresa Ciepły należy, obok Ireny Szewińskiej, do najbardziej utytułowanych polskich lekkoatletek w historii tej dyscypliny. Zdobyła aż trzy medale olimpijskie:
- złoty w sztafecie 4 × 100 m w Tokio 1964
- srebrny w biegu na 80 m przez płotki w Tokio 1964
- brązowy w sztafecie 4 × 100 m w Rzymie 1960.

Mistrzyni Europy z Belgradu 1962 na 80 m przez płotki oraz w sztafecie 4 × 100 m, brązowa medalistka na 100 m. Uczestniczka Mistrzostw Europy w 1958. Rekordzistka świata i Europy w sztafecie 4 × 100 m. Ośmiokrotna mistrzyni i 25-krotna rekordzistka Polski.
2 lutego 1963 Teresa Ciepły otrzymała tytuł sportowca roku 1962 w Plebiscycie Przeglądu Sportowego. W uznaniu dla jej zasług w 1996 Rada Miejska Bydgoszczy nadała jej tytuł Honorowego Obywatela Miasta Bydgoszczy.
Pod koniec lat 50 XX w. grała w siatkarskiej drużynie Łódzkiego Klubu Sportowego.
Żona Olgierda Ciepłego, lekkoatlety młociarza, olimpijczyka i uczestnika Mistrzostw Europy.
Została pochowana na Cmentarzu ewangelicko-augsburskim w Bydgoszczy (sektor IX, Rząd 16, grób 4a).

## Upamiętnienie
- 17 października 2007 Teresa Ciepły została patronem Zespołu Szkół Nr 15 w Bydgoszczy[4]. Teresa Ciepły chodziła do szkoły nr 50 w Bydgoszczy. Obecny budynek „Pięćdziesiątki” należy do Zespołu Szkół Nr 9 w Bydgoszczy.
- W 2012 roku została patronką skweru w Bydgoszczy[5]